# Лембак (Нижний Рейн)
Лембак (фр. Lembach) — коммуна на северо-востоке Франции в регионе Гранд-Эст (бывший Эльзас — Шампань — Арденны — Лотарингия), департамент Нижний Рейн, округ Агно-Висамбур, кантон Рейшсоффен. До марта 2015 года коммуна административно входила в состав кантона Висамбур (округ Висамбур).
Площадь коммуны — 48,89 км², население — 1724 человека (2006) с тенденцией к стабилизации: 1614 человек (2013), плотность населения — 33,0 чел/км².

## Население
Население коммуны в 2011 году составляло 1658 человек, в 2012 году — 1620 человек, а в 2013-м — 1614 человек.
| 1962 | 1968 | 1975 | 1982 | 1990 | 1999 | 2006 | 2008 | 2011 | 2012 | 2013 |
| ---- | ---- | ---- | ---- | ---- | ---- | ---- | ---- | ---- | ---- | ---- |
| 1602 | 1663 | 1782 | 1681 | 1710 | 1689 | 1724 | 1734 | 1658 | 1620 | 1614 |

Динамика населения:

## Экономика
В 2010 году из 1038 человек трудоспособного возраста (от 15 до 64 лет) 782 были экономически активными, 256 — неактивными (показатель активности 75,3 %, в 1999 году — 70,9 %). Из 782 активных трудоспособных жителей работали 744 человека (428 мужчин и 316 женщин), 38 числились безработными (14 мужчин и 24 женщины). Среди 256 трудоспособных неактивных граждан 69 были учениками либо студентами, 112 — пенсионерами, а ещё 75 — были неактивны в силу других причин.

## Достопримечательности (фотогалерея)

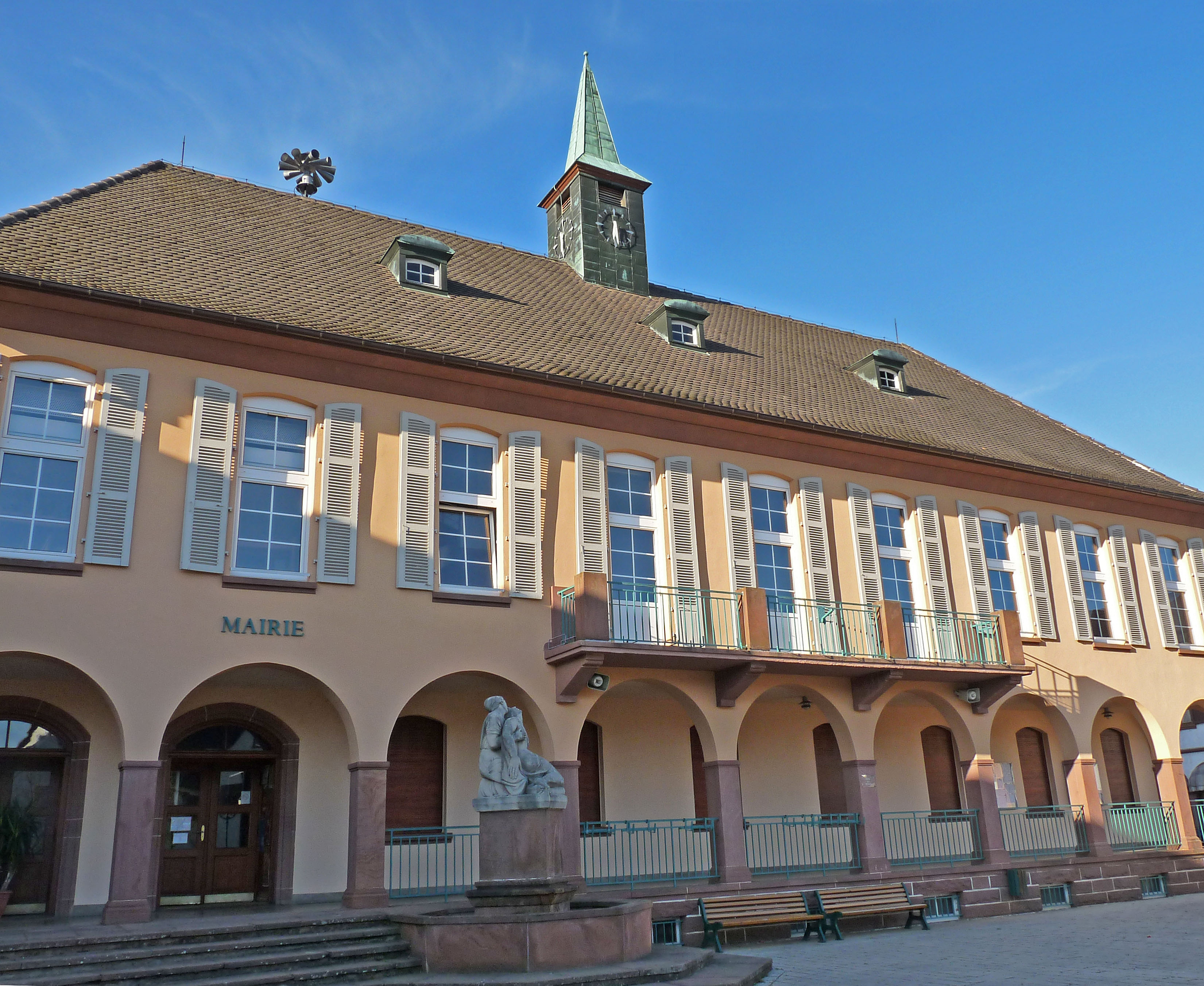
Здание мэрии
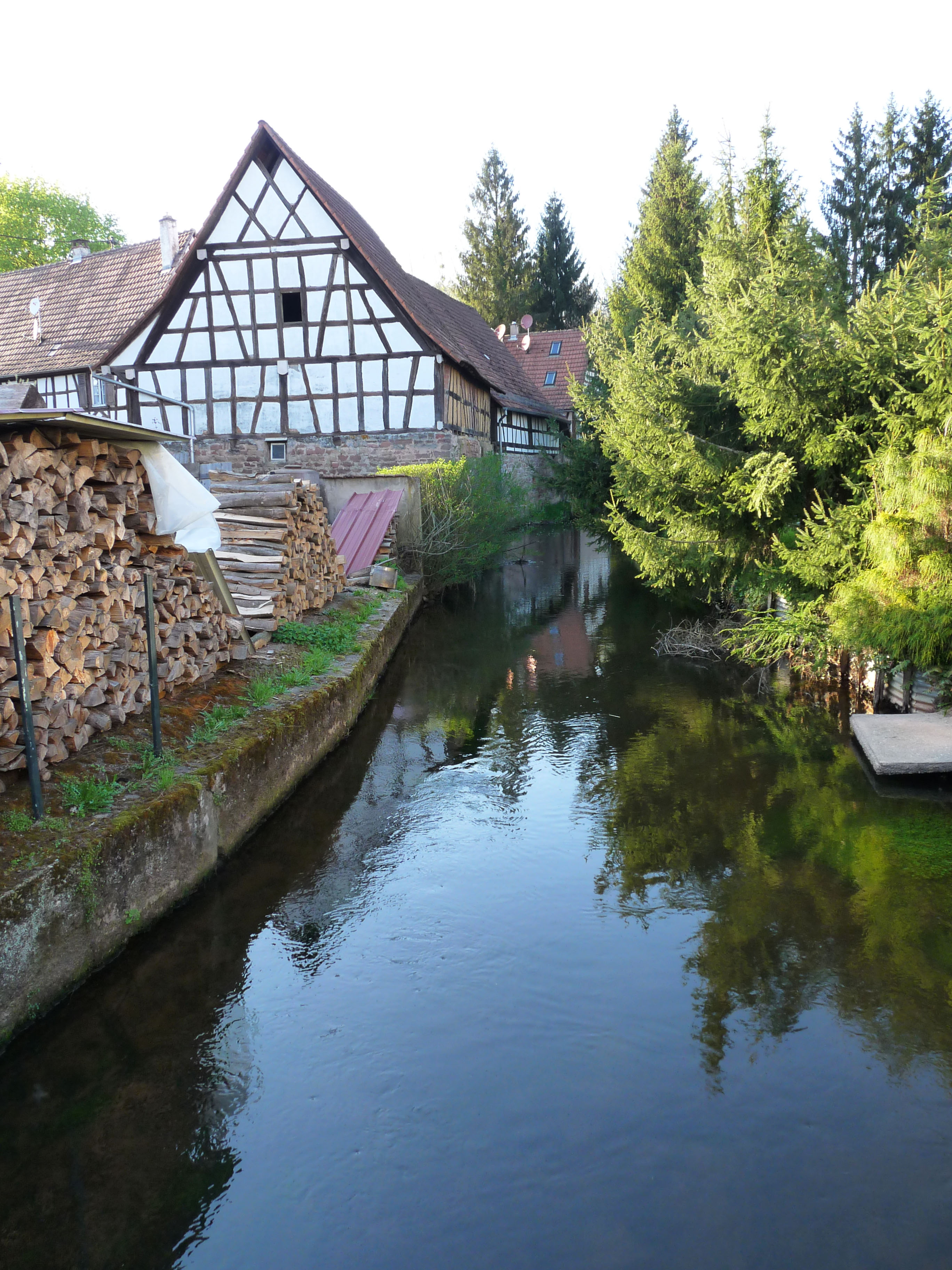
Река Савье
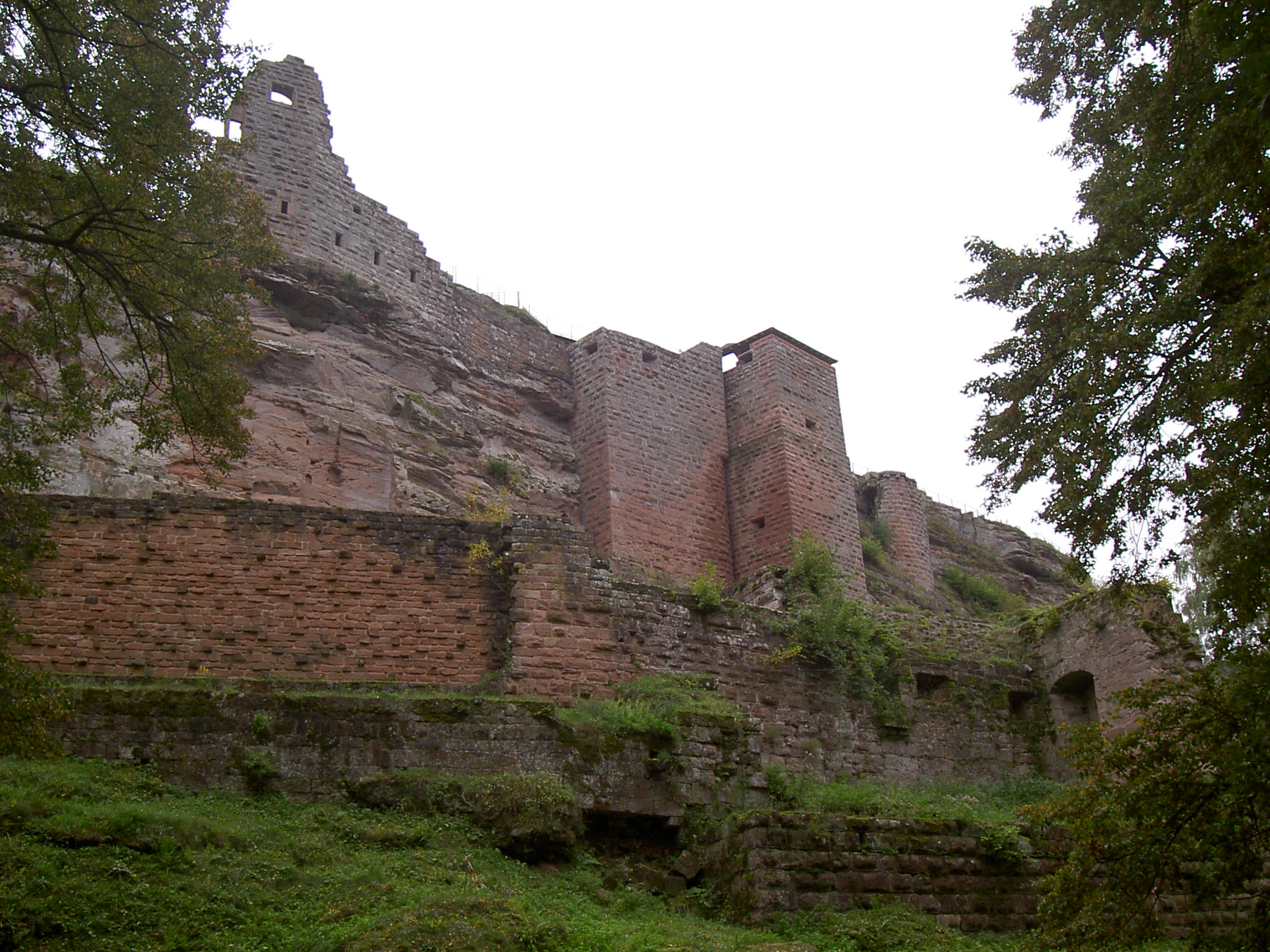
Шато
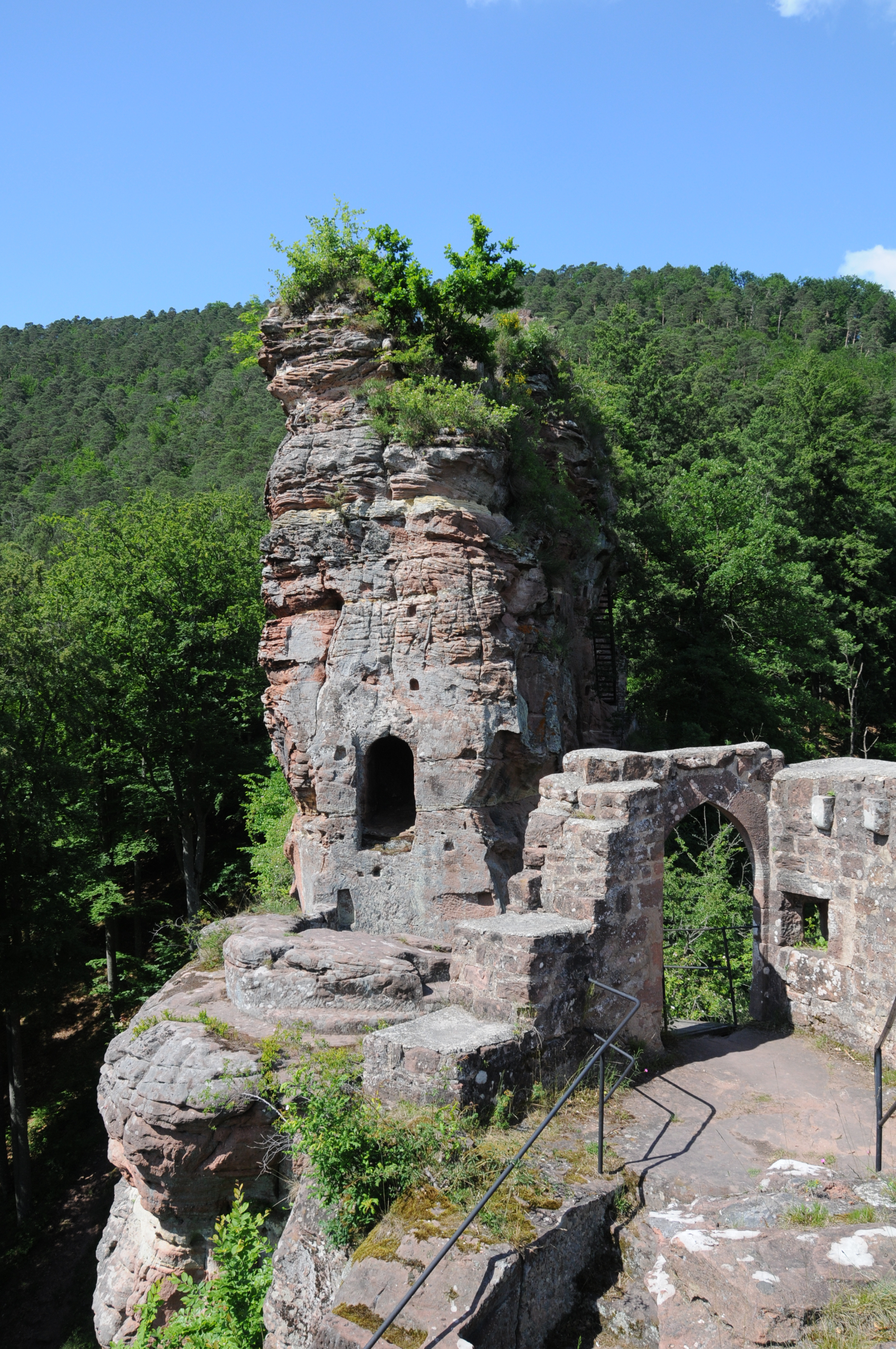
Шато
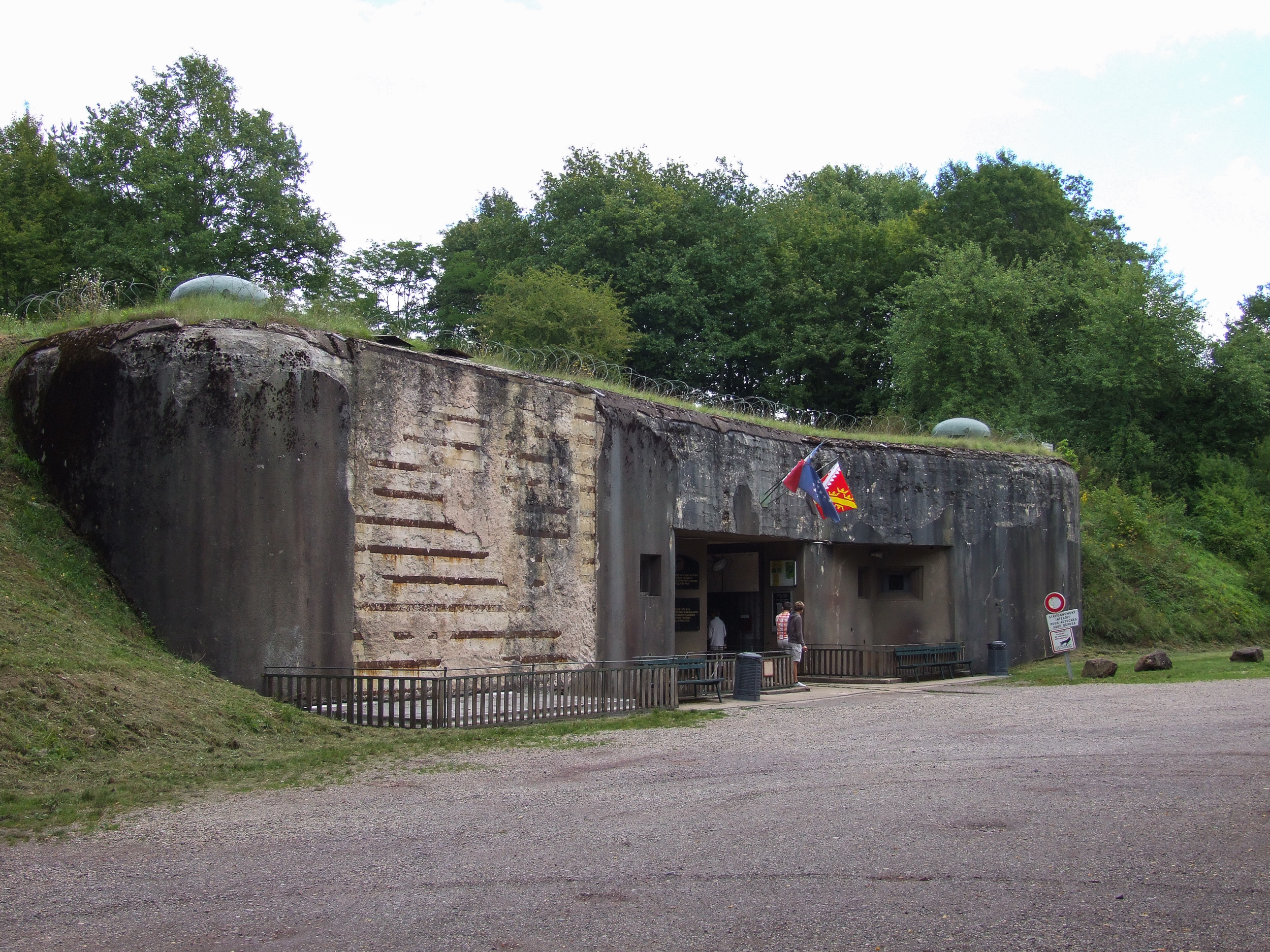
Укрепление
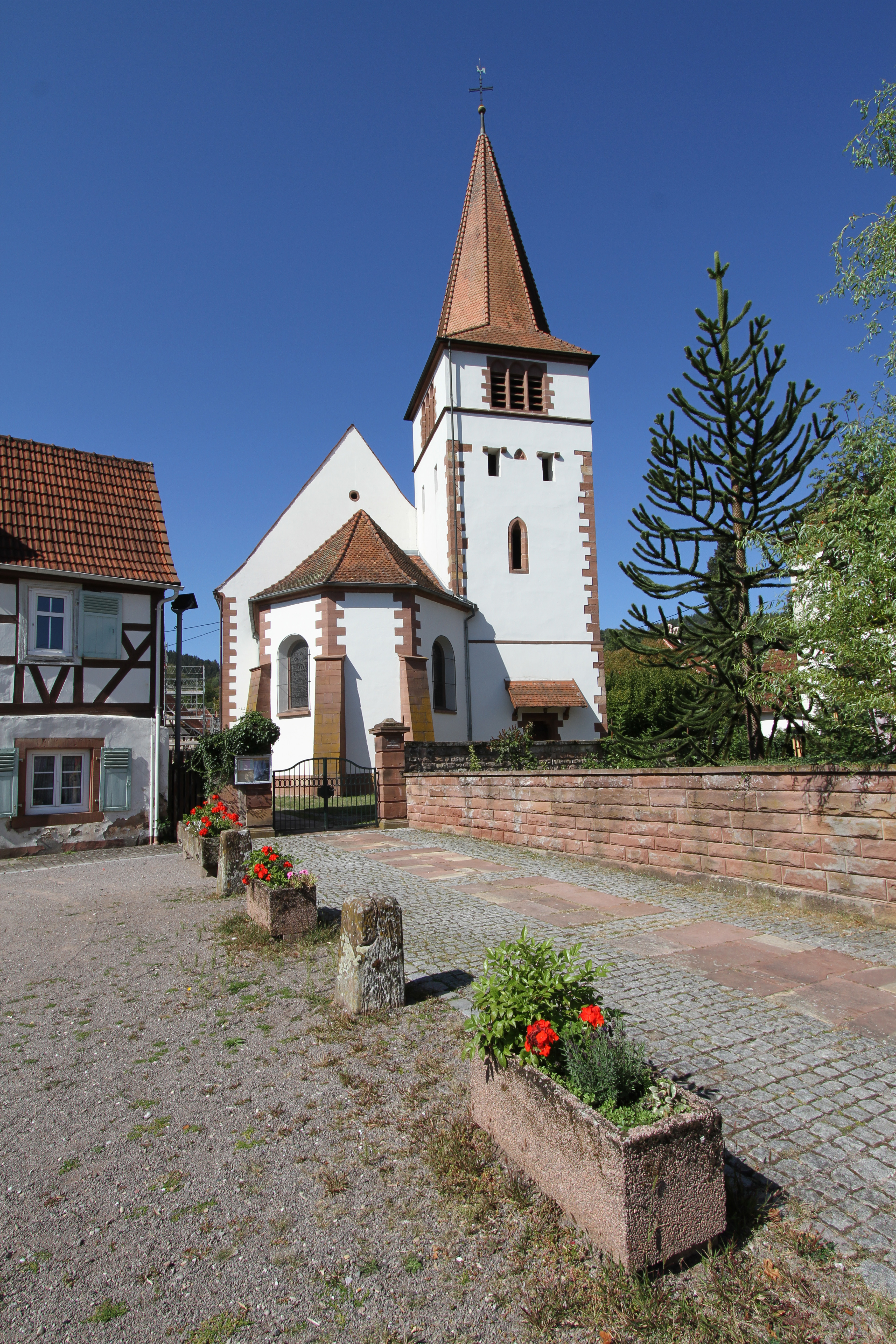
Протестантская церковь
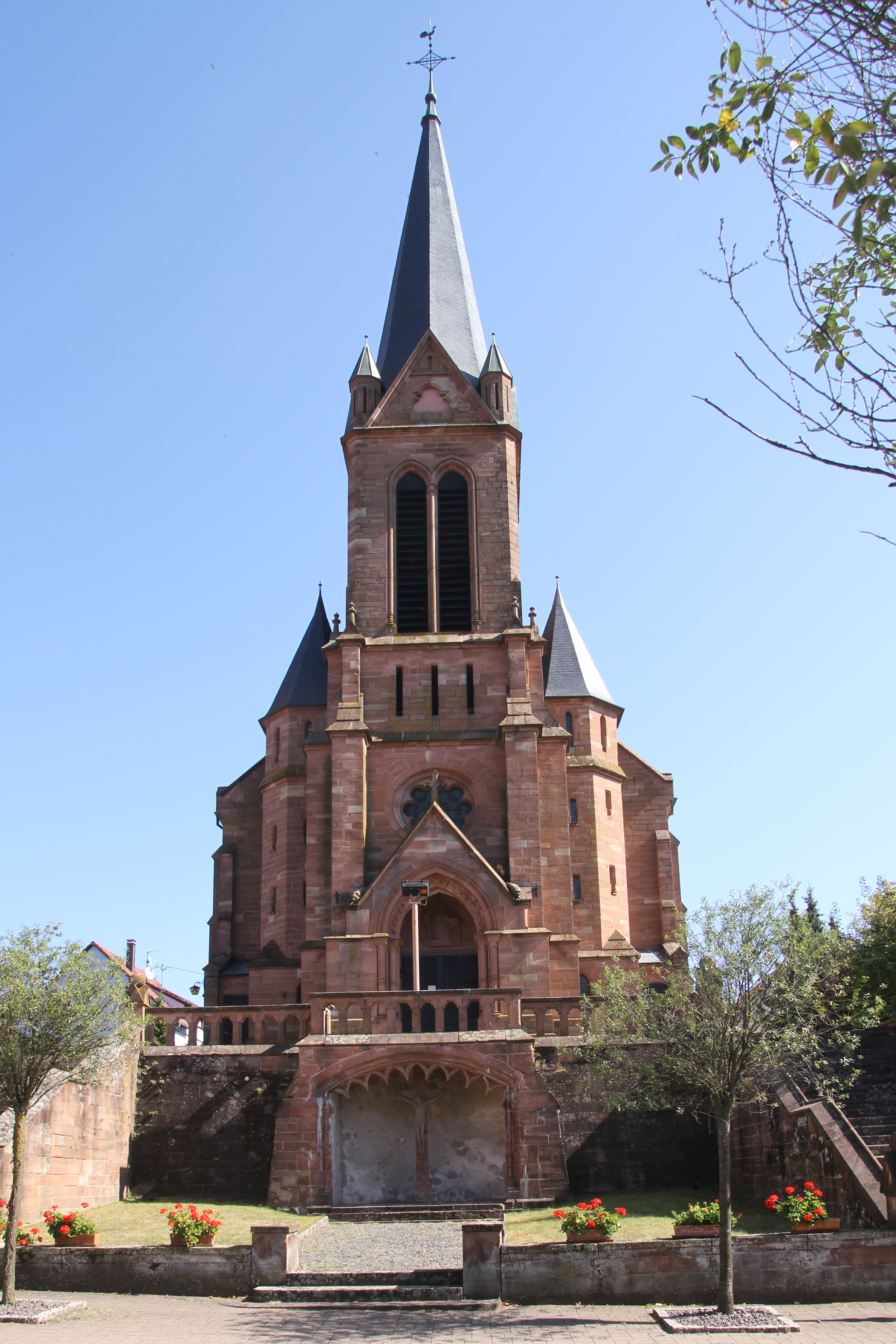
Католическая церковь
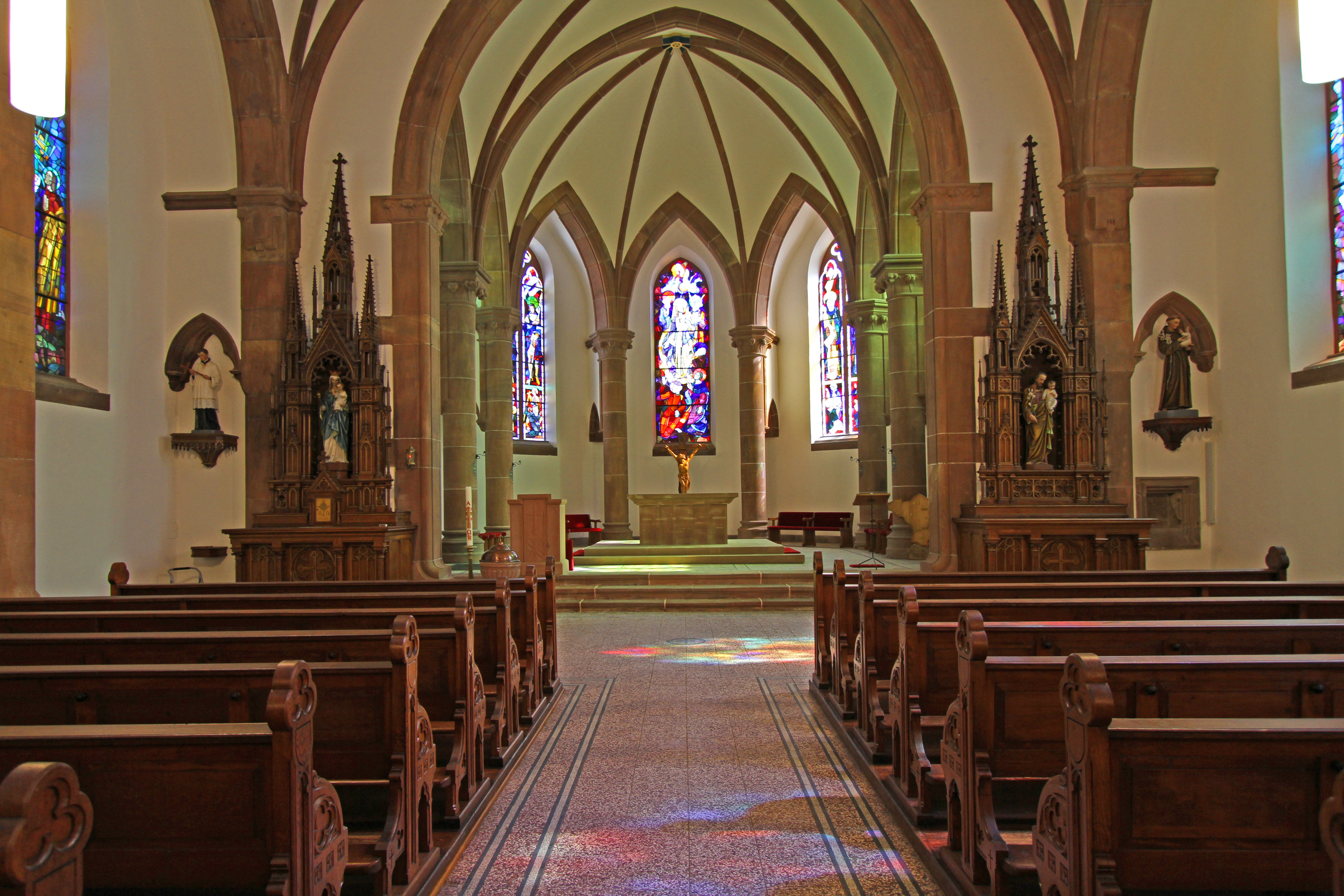
Интерьер католической церкви